# Transi

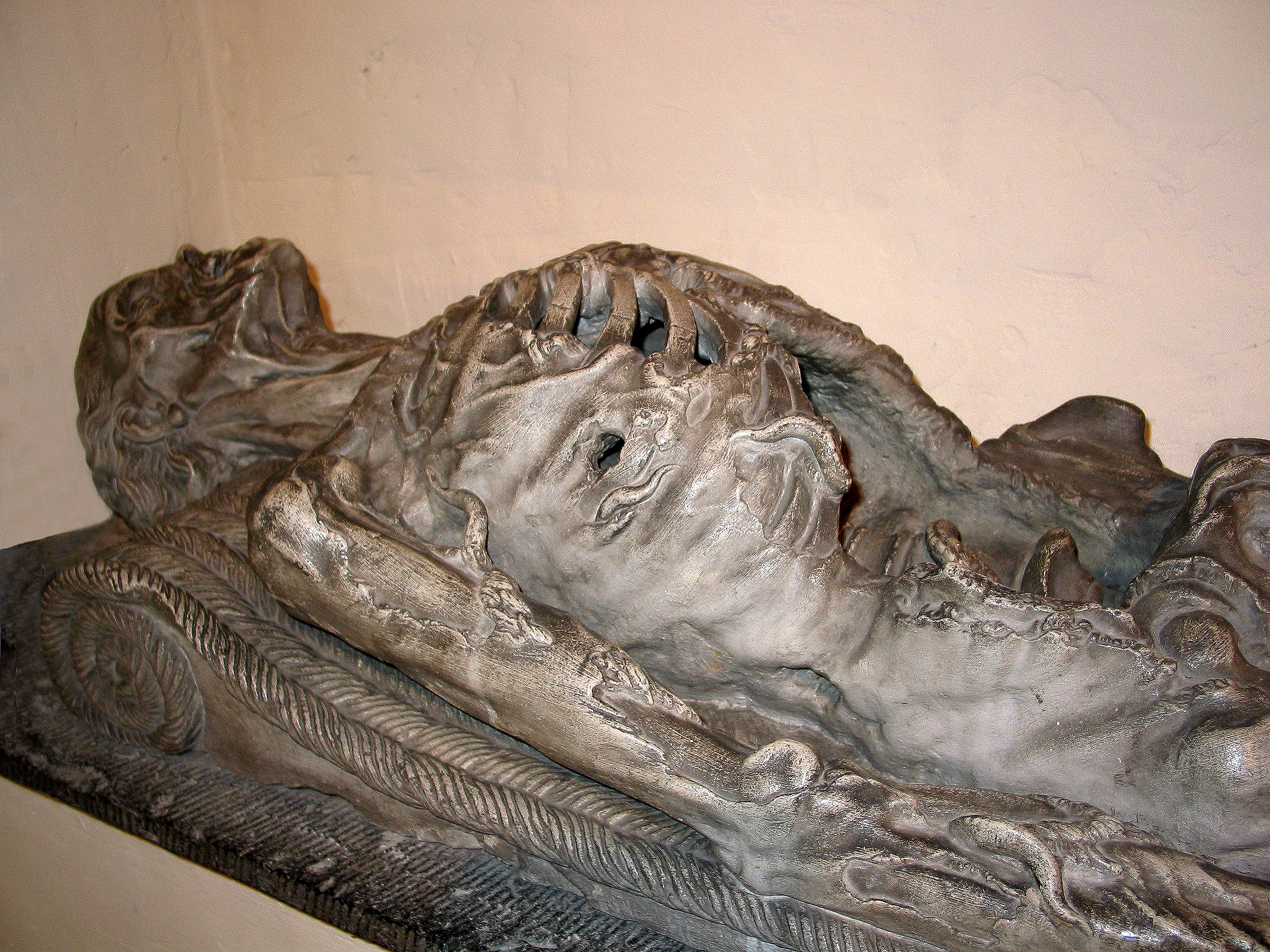
L'Homme à moulons, par Jacques Du Brœucq, Boussu (Belgique), XVIe siècle.

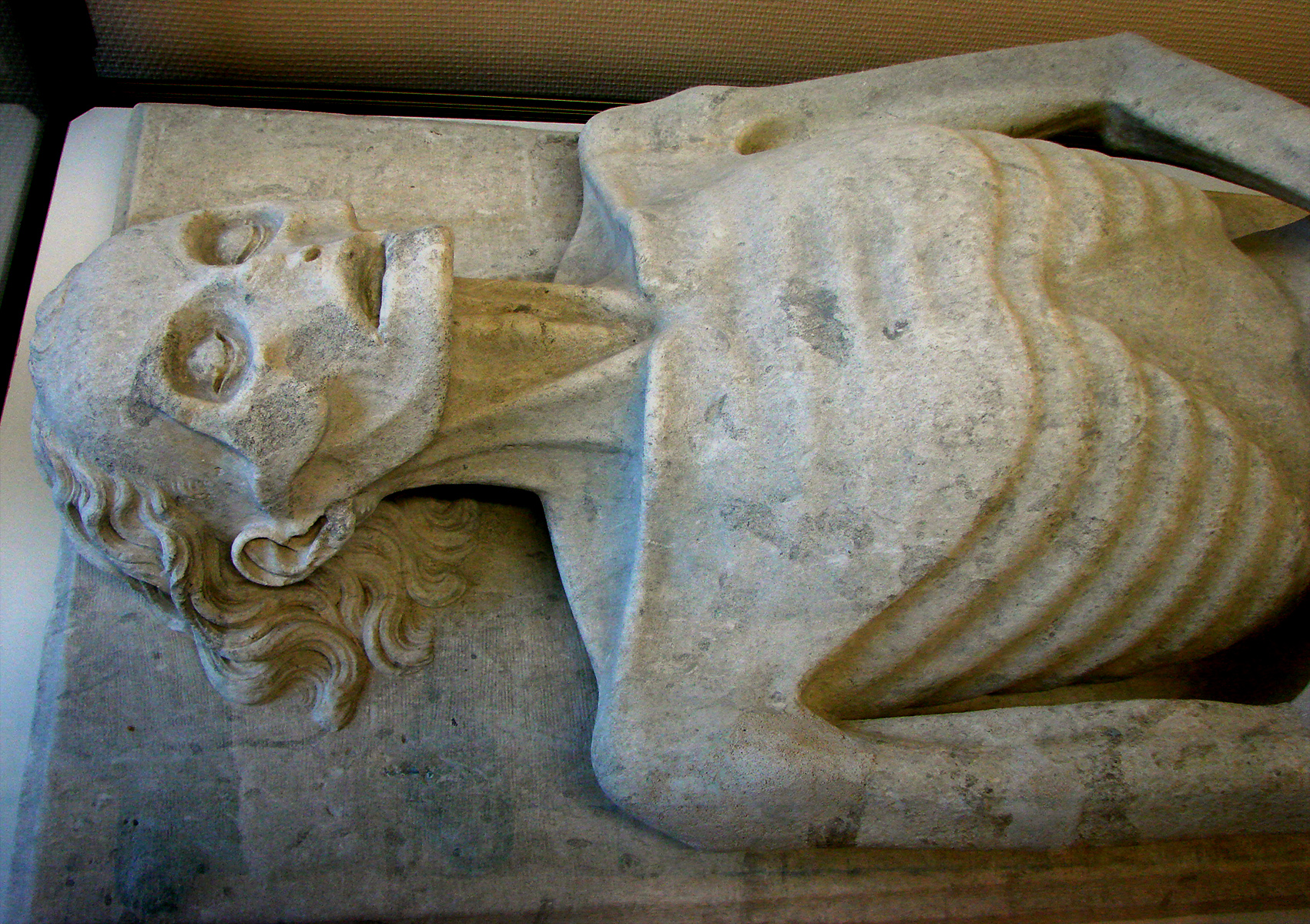
Transi de Guillaume d'Harcigny au musée de Laon.

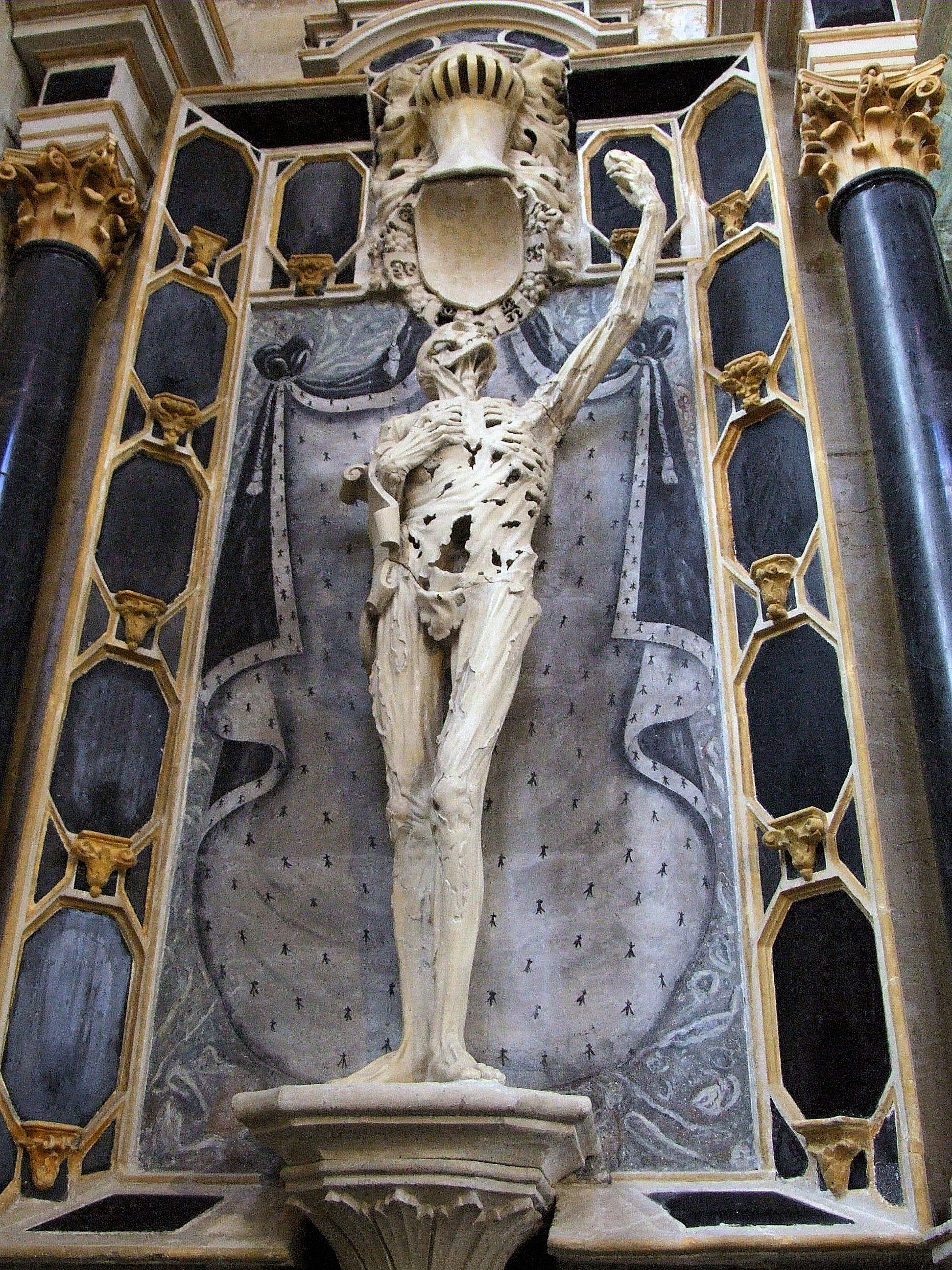
Transi de René de Chalon par Ligier Richier.

« Mors omnia solvit. Nascentes morimur. Mors ultima linea rerum. Ortus cuncta suos repetunt matremque requirunt, et redit ad nihilum quod fuit antea nihil.  

Charlé de Tyberchamps: Notice descriptive et historique des principaux chateaux  »

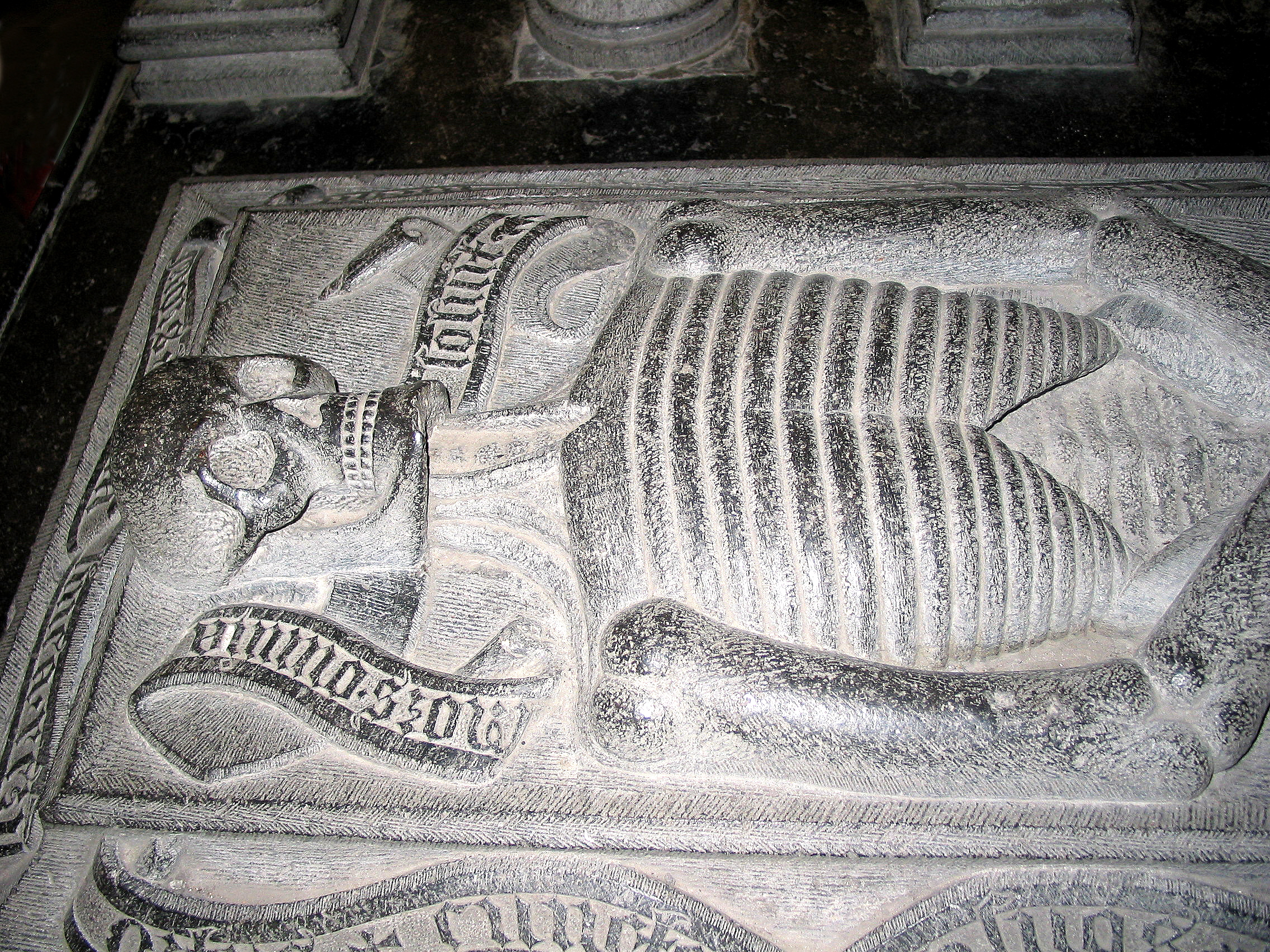
Partie basse (transi) du Gisant de Jean III de Trazegnies et de son épouse Isabeau de Werchin (1550) - église Saint-Martin (Trazegnies).
Il est entouré d'inscriptions en caractères gothiques : elles servent de commentaires. On y lit ces mots :
Mors omnia solvit. Nascentes morimur. Mors ultima linea rerum. Ortus cuncta suos repetunt matremque requirunt, et redit ad nihilum quod fuit antea nihil.
Charlé de Tyberchamps: Notice descriptive et historique des principaux chateaux

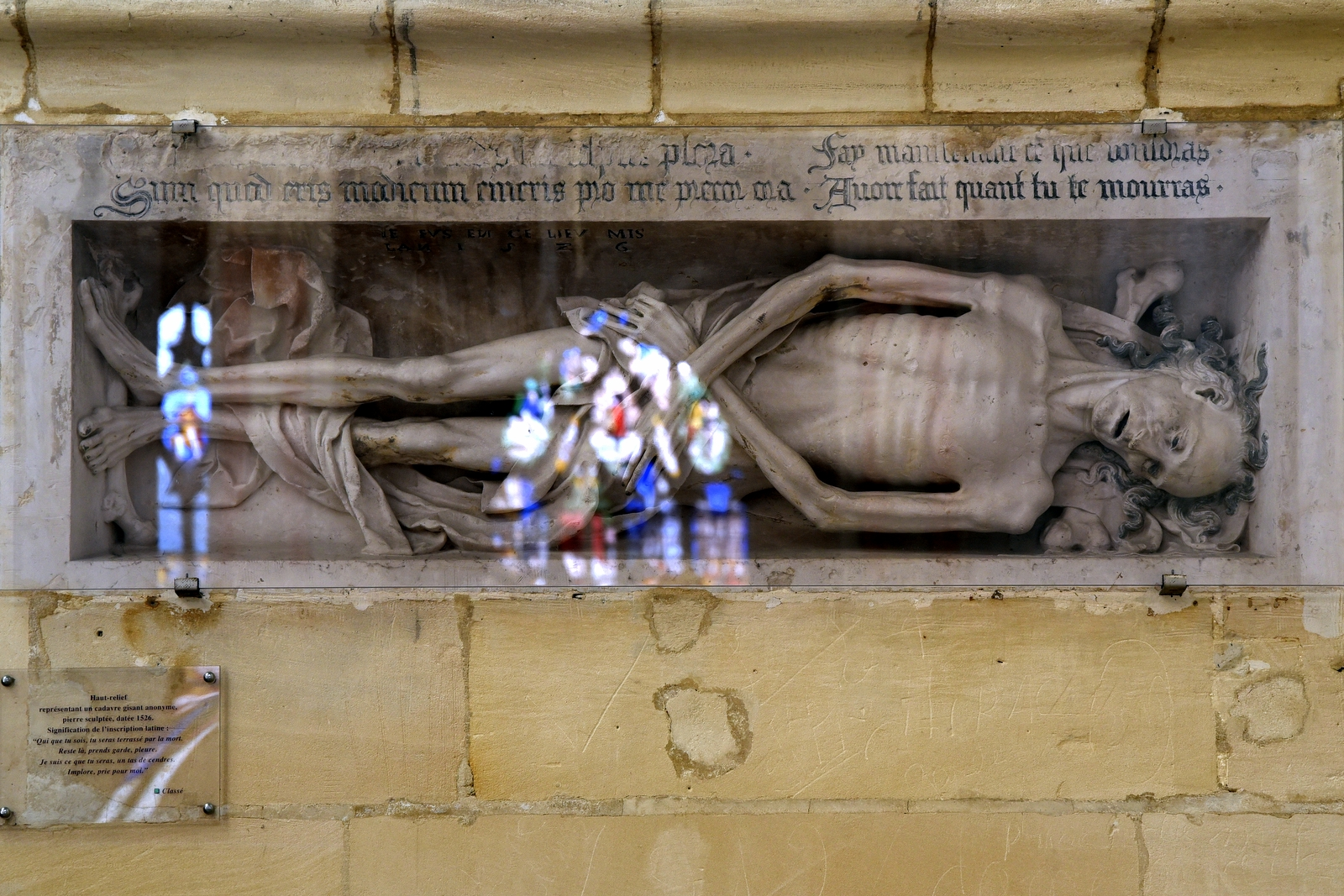
Transi dans la collégiale Saint-Gervais et Saint-Protais à Gisors.

Un transi, dans l'art funéraire de la fin du Moyen Âge et de la Renaissance, est une sculpture représentant un mort. Le terme transi, du verbe transir, signifie étymologiquement « aller, passer (du latin ire) au-delà (du latin trans-) », c'est-à-dire mourir, de la même façon que le plus moderne trépassé. Contrairement au gisant représentant un personnage couché et endormi, dans une attitude béate ou souriante, le transi représente le défunt de façon réaliste, nu, voire en putréfaction. De façon exceptionnelle, le transi de René de Chalon, dans l’église Saint-Étienne à Bar-le-Duc, sculpté par Ligier Richier, est debout, tendant son cœur à pleine main vers le ciel.

## Contexte
Apparu dans ce XIVe siècle où guerre (celle de Cent Ans), peste et famine ont emporté la moitié de la population, le transi marque une cassure dans l'art funéraire du Moyen Âge. L'horreur et les vers, la putréfaction et les crapauds remplacent — brutalement — sourires, heaume ou hennin. Guillaume de Harcigny ne joint pas les mains dévotement, mais tente, de ses phalanges sèches, de cacher un sexe pourri depuis longtemps. Le cardinal Lagrange exhorte le passant non à prier pour lui, mais à faire preuve d'humilité, car tu seras bientôt comme moi, un cadavre hideux, pâture des vers.
Le terme transi apparaît au XIIe siècle dans l'acception de « transi de vie », c'est-à-dire « trépassé ». La religion populaire, empreinte de magie, en fait un saint à invoquer dans les cas désespérés. On trouve un bon exemple de ce culte à Ganagobie dans les Alpes-de-Haute-Provence.
Seules certaines régions sont touchées par le remplacement des gisants par des transis. Ainsi en est-il de l'Est de la France et de l'Allemagne occidentale. En revanche, le transi demeure exceptionnel en Italie ou en Espagne

## Interprétations
Johan Huizinga voit la preuve, dans l'apparition des transis, d'une crise morale. Alberto Tenenti, à l'inverse, y voit une horreur de la mort : célébration de « la vie pleine ». Philippe Ariès se positionne plutôt du côté de Tenenti. Se fondant sur les vers des Vigiles des Morts de Pierre de Nesson  (« O charoigne, qui n'es mais hon,/Qui te tenra lors compaignée ?/ Ce qui istra [sortira] de ta liqueur,/ Vers engendrés de la pueur/ De ta ville chair encharoignée. », cité p. 30), l'historien nous explique que l'horreur de la décomposition n'est pas post mortem, mais dans la maladie.

## Quelques transis
En France et en Europe, on dénombre environ :
- XIVe siècle : 5 transis ;
- XVe siècle : 75 transis ;
- XVIe siècle : 155 transis ;
- XVIIe siècle : 29 transis.

parmi lesquels ceux de :
- église Notre-Dame, à Ouanne, Yonne ;
- église Saint-Gervais et Saint-Protais[7], à Gisors, Eure ;
- Transi de René de Chalon, en l'église Saint-Étienne de Bar-le-Duc, par Ligier Richier ;
- copie du squelette de Ligier Richier sur la tombe du poète Henry Bataille, par le sculpteur Edouard Ponsinet dit Pompon, à Moux, Aude ;
- transi de Guillaume d'Harcigny à Laon ;
- Transi du cardinal Jean de La Grange (mort en 1402)  de l'église Saint-Martial d'Avignon, conservé au musée du Petit Palais (Avignon)  ;
- transi de Francis de la Serra à La Sarraz  en Suisse, premier transi de la sculpture occidentale datant de la fin du XIVe siècle ;

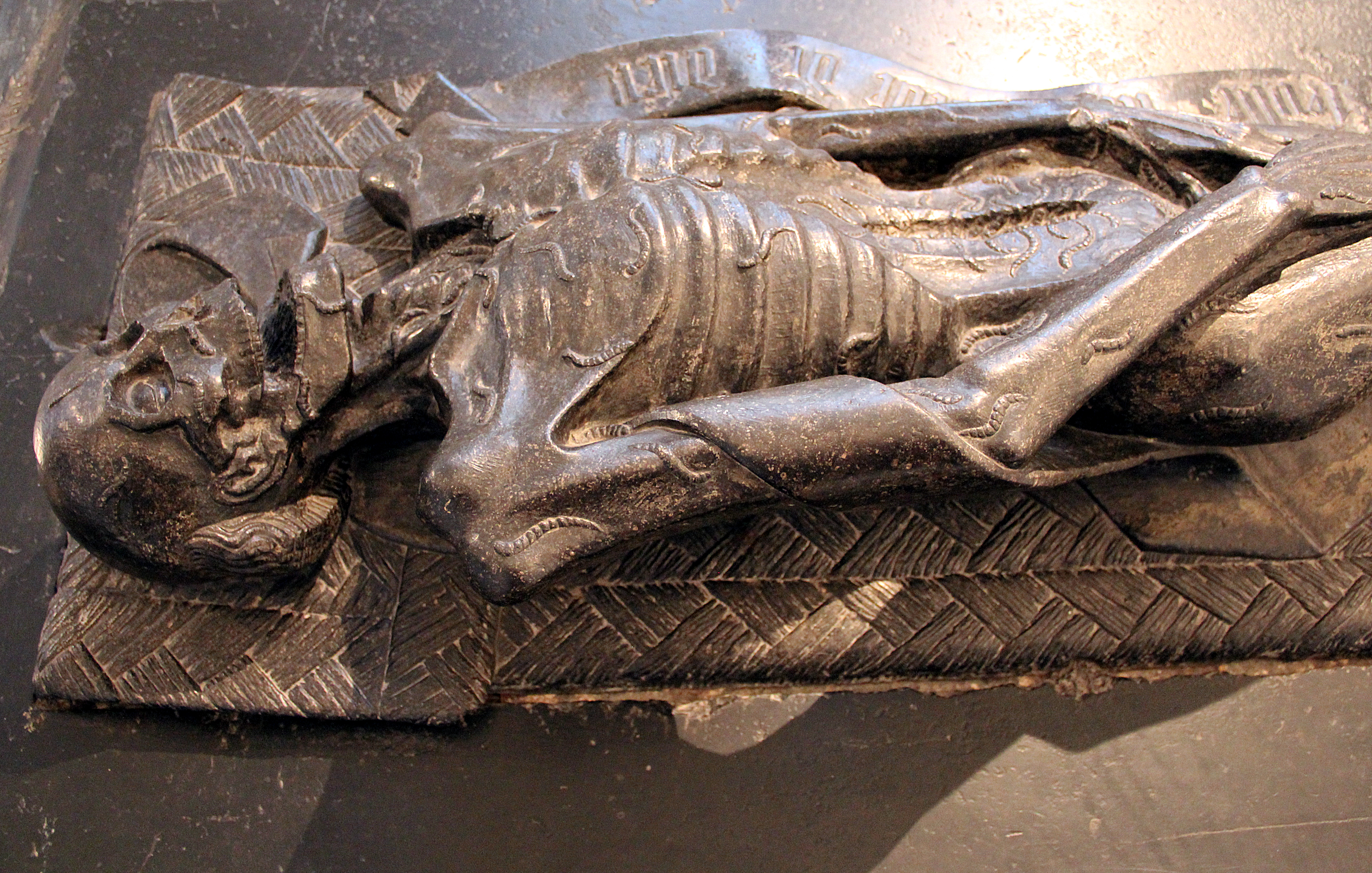
Transi de Guillaume Lefranchois, XVe siècle. Musée des Beaux-Arts d'Arras.

- transi de 1500-1525 de Jeanne de Bourbon-Vendôme, comtesse de Boulogne et d'Auvergne (morte en 1521) provenant de l'église des Cordeliers de Vic-le-Comte (Puy-de-Dôme), musée du Louvre ; transi de Guillaume Lefranchois (après 1446), musée des Beaux-Arts d'Arras ;
- transis de Louis XII de France et d'Anne de Bretagne, de la basilique Saint-Denis ;
- premier transi de Catherine de Médicis par Girolamo della Robbia (vers 1565), prévu pour la basilique Saint-Denis, conservé au musée du Louvre ;
- second transi de Catherine de Médicis de la basilique Saint-Denis[8] ;
- transi du XVe siècle à Albinhac ;
- transi de Jean III de Trazegnies et de son épouse Isabeau de Werchin (1550), église Saint-Martin (Trazegnies) Belgique ;
- transis de François II de la Rochefoucauld (1494-1533) et sa femme, Anne de Polignac (morte en 1554), bas-relief, musée du Louvre, provient du couvent des Cordeliers de Verteuil (Charente) ;
- bas relief du monument funéraire de Valentine Balbiani, par Germain Pilon, (1572) ;
- transi de Marguerite d'Autriche (1480-1530). Église Saint-Nicolas-de-Tolentin de Brou au monastère royal de Brou, Bourg-en-Bresse, Ain ;
- transi de Philibert II de Savoie, dit le Beau. Époux de Marguerite d’Autriche, église Saint-Nicolas-de-Tolentin de Brou au monastère royal de Brou.

Gisant et Transi
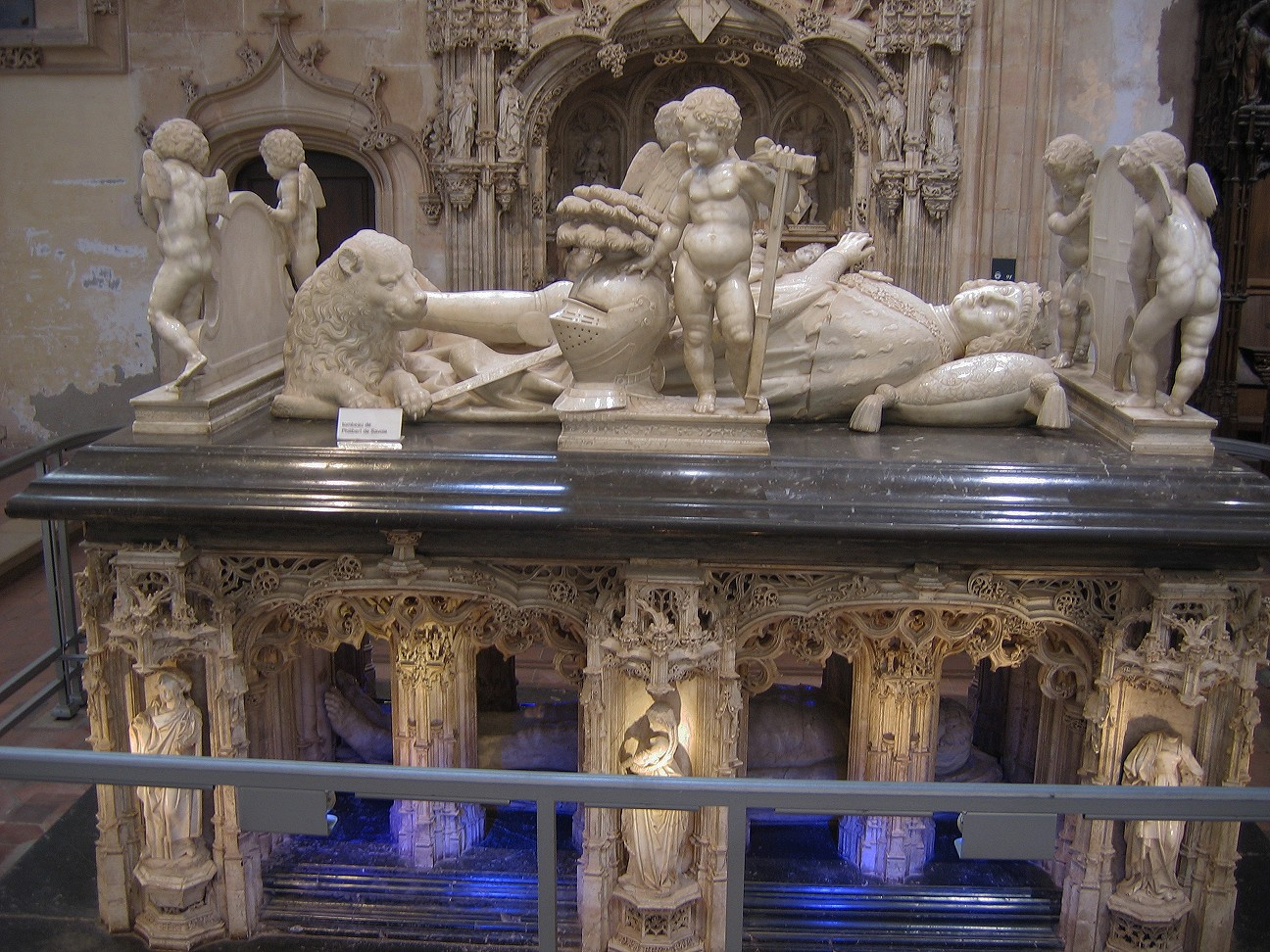
Gisant et transi de Philibert II de Savoie, église Saint-Nicolas-de-Tolentin de Brou au monastère royal de Brou, Bourg-en-Bresse.